# 小宮町 (八王子市)
小宮町（こみやまち）は、東京都八王子市の地名。丁番を持たない単独町名であり、住居表示は未実施区域。郵便番号は192-0031（八王子郵便局管区）。

## 地理
東京都八王子市の最北東に位置する。東端を谷地川が北流して多摩川に合流している。西部をJR東日本八高線が南北に縦断し小宮駅が設置されている。北には多摩川をはさみ昭島市大神町、東には日野市栄町・新町、南には日野市日野台、西には石川町、久保山町と隣接している。都市化の著しい農村地域であり、1991年に2,515人だった人口は20年間にほぼ倍増している。

### 河川・橋梁
- 多摩川 - 多摩大橋（東京都道59号）
- 谷地川

## 歴史
1943年（昭和18年）7月1日、八王子市大字粟ノ須（旧・南多摩郡小宮町大字粟須）の一部から成立。

### 地名の由来
近世、多摩郡に存在した領名・小宮領に由来する。小宮領は『新編武蔵風土記稿』によれば59か村を占める地域であり、小宮領の由来は武蔵西党の庶流にあたる小宮氏の所領であったことによる。

## 世帯数と人口
2017年（平成29年）12月31日現在の世帯数と人口は以下の通りである。
| 町丁   | 世帯数    | 人口    |
| ------ | --------- | ------- |
| 小宮町 | 2,286世帯 | 5,394人 |

## 小・中学校の学区
市立小・中学校に通う場合、学区は以下の通りとなる。
| 番地 | 小学校               | 中学校               |
| ---- | -------------------- | -------------------- |
| 全域 | 八王子市立小宮小学校 | 八王子市立石川中学校 |

## 施設
- 東福寺 - 天台宗の寺院。
- 笛継観音
- 日吉神社
- おちゃやの松 - 八王子市天然記念物。

## 交通

### 鉄道
- JR東日本八高線 - 小宮駅

### バス
- 西東京バス

### 道路
- 東京都道59号八王子武蔵村山線